# Ilvait
Ilvait (Lievryt) – minerał z grupy krzemianów.

## Właściwości
Krystalizuje w układzie rombowym. Wykształca kryształy słupkowe, pręcikowe oraz narosłe. Występuje w narosłych skupieniach wiązkowych, promienistych, wrosłych ziarnistych bądź zbitych. Jest minerałem kruchym i nieprzezroczystym. Posiada czarną rysę z odcieniem zielonym lub brązowym i zazwyczaj szklisty połysk. Częstymi zanieczyszczeniami w składzie są mangan i magnez.

## Występowanie
Występuje w zasobnych w żelazo skałach kontaktowo-metamorficznych. Towarzyszą mu piryt, hematyt, syderyt, datolit, rodochrozyt, fluoryt, arsenopiryt, granat, kalcyt, kwarc, magnetyt i hedenbergit.
- Jelenia Góra, Polska
- Honsiu, Japonia
- Elba, Włochy